# مکسیم بلتسکیی
مکسیم بلتسکیی (اوکراینی: Максим Андрійович Білецький؛ زادهٔ ۷ ژانویهٔ ۱۹۸۰) بازیکن فوتبال اهل اوکراین است.
از باشگاه‌هایی که در آن بازی کرده‌است می‌توان به باشگاه فوتبال شینیک یاروسلاول، باشگاه فوتبال زسکا مسکو، باشگاه فوتبال مسکو، باشگاه فوتبال روستوف، و باشگاه فوتبال چورنومورتس اودسا اشاره کرد.